# Hermann Stork
Hermann Albert Stork (ur. 30 sierpnia 1911 w Gießen, zm. 12 czerwca 1962 we Frankfurcie nad Menem) – niemiecki skoczek do wody, brązowy medalista olimpijski z igrzysk w Berlinie.
W 1936 na igrzyskach olimpijskich w Berlinie wynikiem 110,31 punktów zdobył brązowy medal w konkurencji skoków z 10 metrowej wieży.